# مطلوبیت اصلی
مطلوبیت اصلی یا مطلوبیت عددی روشی برای تعیین مطلوبیت در علم اقتصاد است که در آن افزون بر اینکه مانند مطلوبیت ترتیبی ترجیح کالاها به وسیلهٔ مقادیر کمّی مشخص می‌شود، اندازهٔ تفاوتِ بین مطلوبیت‌ها نیز دارای معنی است.